# Lajtamészkő

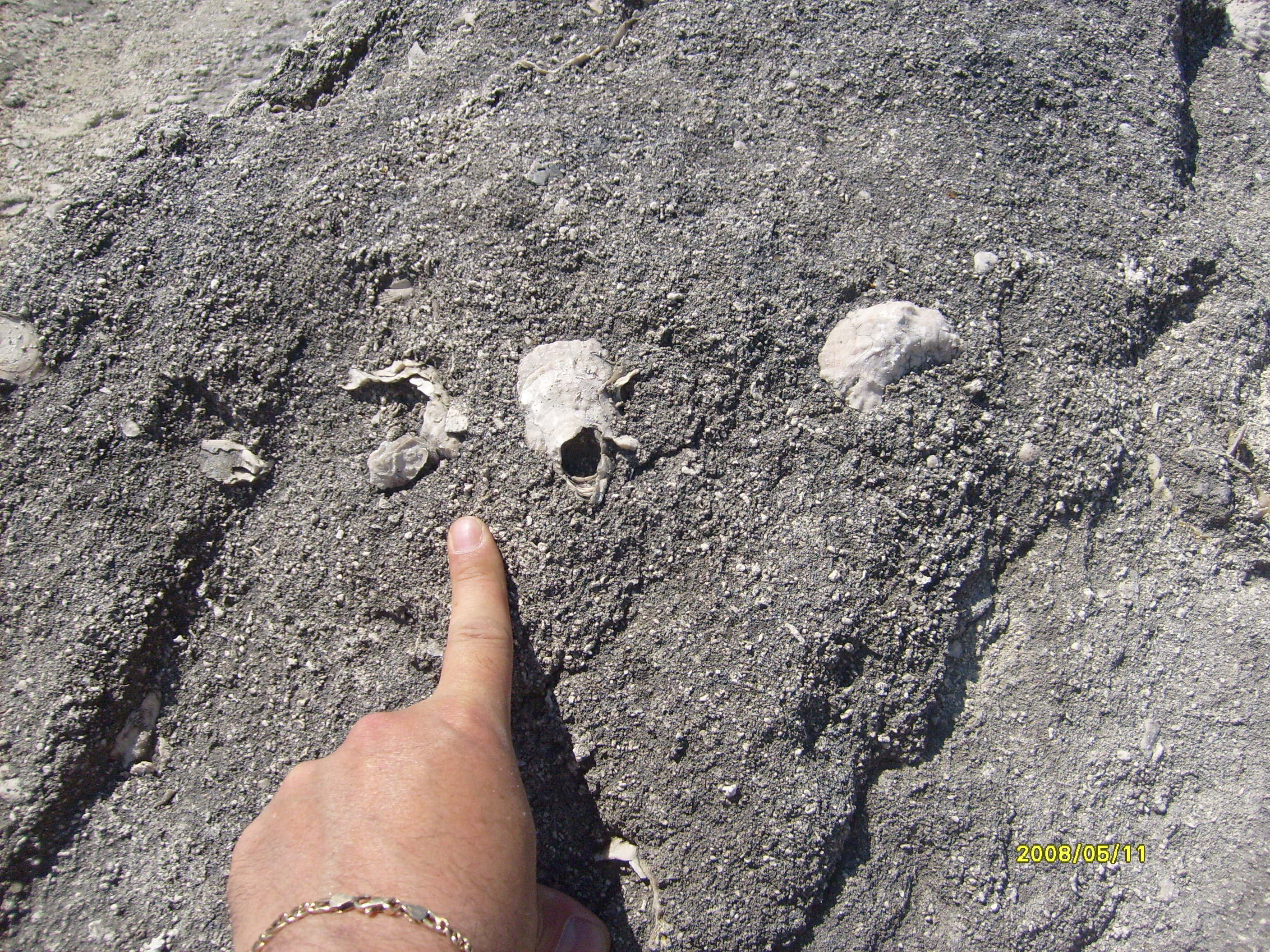
Lajtamészkő ostreahéj-töredékekkel a jól láthatóan durvaszemű mészhomokban

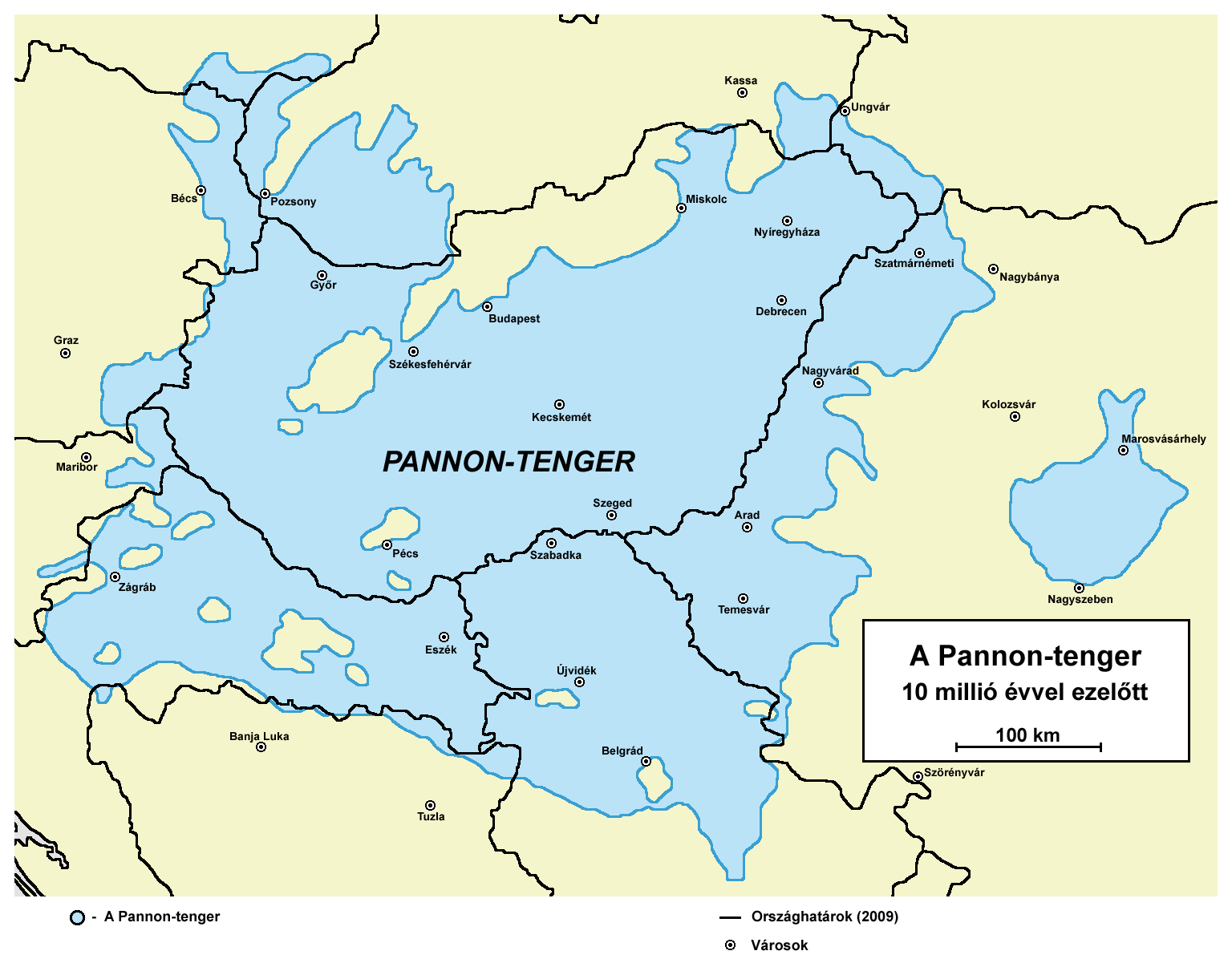
A Pannon-tenger, amelynek északnyugati térségében keletkezett a lajtamészkő

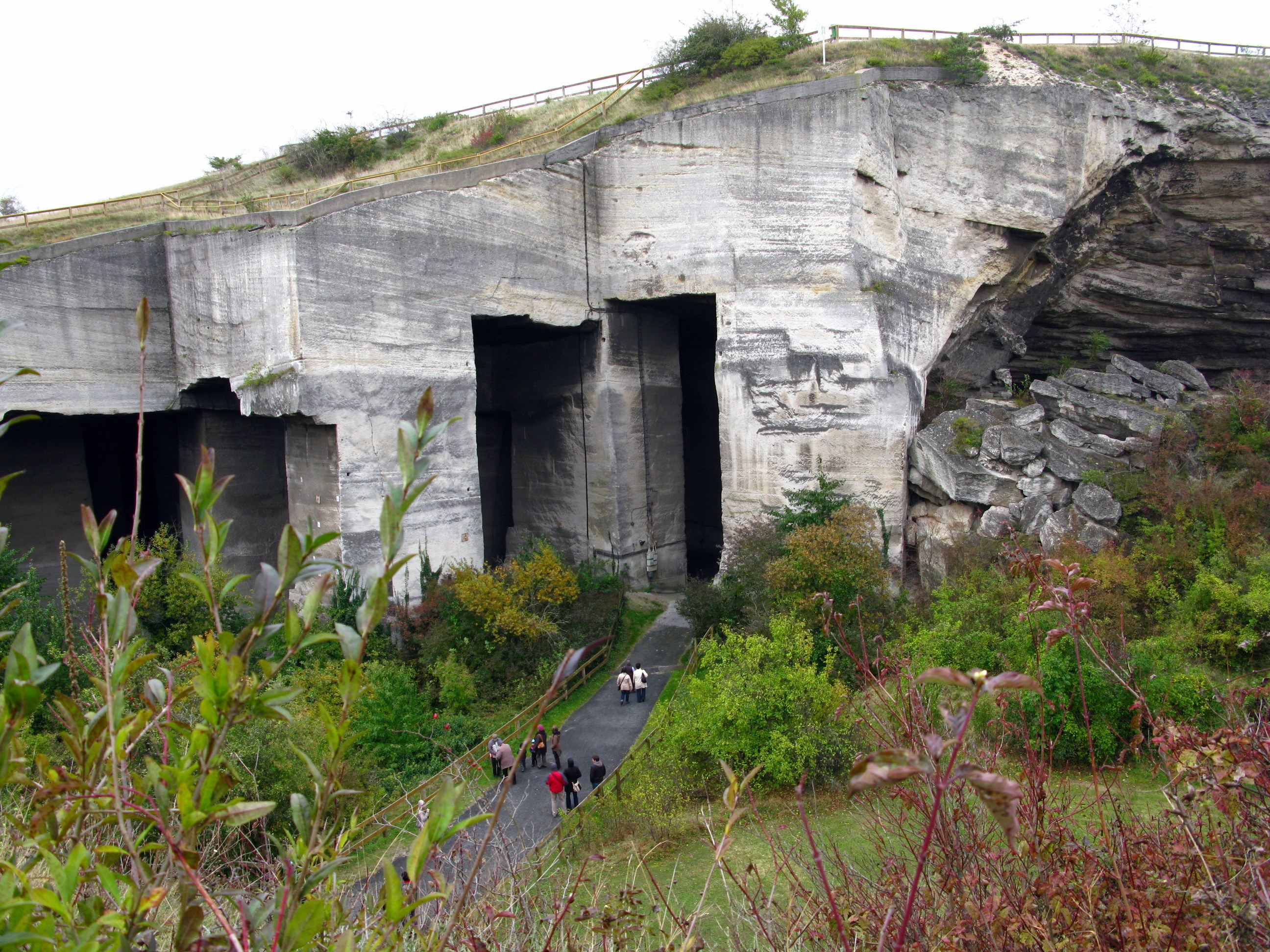
A látogatható fertőrákosi kőfejtő sziklafala

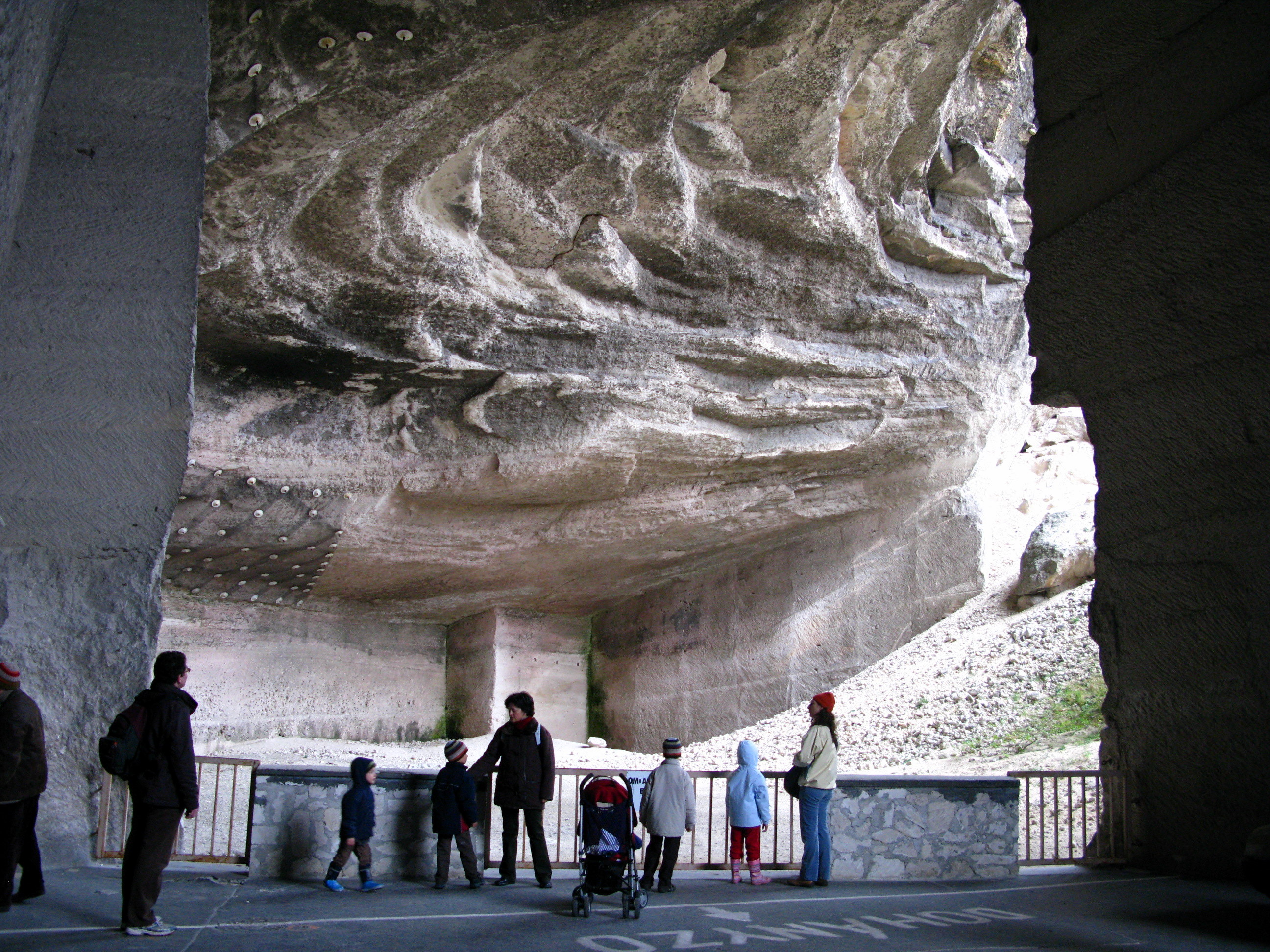
A kőfejtő egyik ürege, a mennyezeten jól látható a lajtamészkő településtípusa: gyenge rétegzettség, viszonylagos homogenitás. Ebben a bányában a kissé keményebb változatot bányászták.

A lajtamészkő a mészkövek egyik jellegzetes típusa. Kora 13–16 millió év, a miocén kor badeni emeletének középső és felső szakaszában képződött. A középsőben az „alsó lajtamészkő”, a felsőben a „felső lajtamészkő”. A névadó kőzet egy jól körülhatárolható területen ülepedett le, mint a neve is utal rá a Lajta-folyó melletti Lajta-hegység tágabb környékén, átlagban 150 méter vastagságú összletként. A sorozat gyengén rétegzett. A Soproni-hegység egyedi fedőkőzete, amely a miocénben a Kárpát-medence területén elterülő Paratethys-maradvány, a Pannon-tenger egyik lassan lefűződő, egyre kevésbé sós, tavi jellegű, kis mélységű vizeiben ülepedett le. A lajtamészkőhöz hasonló korú, állagú és ősmaradvány-tartalmú kőzetek több helyen előfordulnak Magyarországon (például a Visegrádi-hegységben), így sokszor lajtamészkőnek neveznek szinte minden miocén korú mészkövet, mint a rákosi mészkő formáció Tétényi-fennsíkon lerakódó miocén korú, durvaszemű mészköveit. Ezeket a képződményeket sokszor diatomás vagy diatomaföldes beékelődések tarkítják.

## Eredete
Az üledékes kőzetek régi rendszerében a vegyi és törmelékes üledékek közé egyszerre tartozik, az újabb osztályozásban az intrabazinális, vagyis helyben képződő, szállítódásnak alá nem vetett üledék. Biogén eredetű, legnagyobb részét kagylóhéjak és mészalgák hozták létre jól átvilágított, meleg vizekben, esetenként már a hullámverési övben, vagyis az abráziós zónában. Az egyidejű üledékek között megtalálható fokozatos átmenettel a partszegélyi meszes kötőanyagú konglomerátum, ez átmegy a lajtafáciesbe, majd az elvékonyodó mészkőpadok egy homokövbe mennek át, emellett pleurotomás agyag, majd slír következik. Az egykori tengerfenék mélyülése jól követhető ezekben az üledékekben.
Döntő többségét a folytonosan pusztuló és újratelepülő, növekvő algarétegek adják, tipikus zátonyalga-élettevékenységként. Ebből eredően bár ősmaradványban rendkívül gazdag, ép kagylóhéj alig van benne, döntő többségük törött, és azok is az aragonitos, keményebb házú fajoktól származnak. A kevésbé kemény kagylóhéjak porrá őrlődtek a hullámverésben, és a törmelék a cementált mészhomokot alkotja. Általában az osztrigafélék és a Pecten-félék felismerhetők (Pecten, Chlamys, Flabellipecten, Cardium és Ostrea). Mindenhol gyakoriak a Lithothamnion nemzetség fajainak ép gumói, karfiolszerű telepei. Főleg egy faja, a L. ramossissimum jellemző. A csigákat a Cerithium, Trochus, Turritella és rokonságuk képviselik. Rajtuk kívül korallblokkok, mohaállatok, foraminiferák (Amphistegina) és tüskésbőrűek Clypeaster) vázelemei is felismerhetők. Helyenként gyakoriak a cápafogak.

## Fáciese
Az összlet az alsó badeni, transzgresszióhoz köthető, molasszjellegű slírre települ. A tekeresi slír formáció badeni agyagja és a tari dácittufa formáció tufái a Soproni-hegységben a lajtamészkő feküje. A slír hasonló fáciesű, mint a lajtamészkő, így a keletkező kőzet változását szinte kizárólag a mészalgák terjedésének tudhatjuk be, valamint némi tengerszintcsökkenésnek. A lajtamészkő képződése mégis olyan speciális jelenség, hogy önálló nevet adtak neki, a lajtai fáciest, amelynek jellemző kőzetei a meszes törmelékek (mészhomokkő), molluszkás–lithothamniumos mészkövek. A lajtai fácies képződményei az alsó badeni alemeletben a pécsszabolcsi formáció és abonyi formáció, a felső lajtamészköveket a rákosi mészkő formáció (vagy fertőrákosi formáció) sorozatai tartalmazzák.
A badeni emelet középső részében a Dinaridák kiemelkedése elzárta a Pannon-tenger nyílt vízi összeköttetését, medencefeltöltődés és mocsarasodás kezdődött, ennek során terjedtek el a mészalgák. A Neo-Vardar-hátságtól északkeletre csökkentsósvízi képződmények keletkeztek, a Nógrádi-medencében diatomit, a Lajta-hegységnél a lajtamészkő. Az életkörülmények romlását, a magasabb szervezettségű élővilág eltűnését mutatják az ismét megjelenő sztromatolitok, amely algatípus a prekambrium jellemző zátonyalkotója, de később már csak ott tud megjelenni, ahol a növényevő csigák és egyéb állatok nem képesek megélni. A késő badeni alemeletben újabb transzgresszió kezdődött, amelyet azonban a szarmata emeletben hamarosan regresszió követett. Ekkor keletkezett a szarmata durva mészkő, például a tinnyei mészkő formáció csökkentsósvízi, partközeli fáciesű sorozata. Eközben az egész Kárpát-medencében erős, riolitos, szubszekvens vulkanizmus zajlott.
A kőzet viszonylag fiatal, kevés fedőréteg került rá, ezért a diagenezis során nem esett át nagyobb mértékű kompakción. A hegységképző mozgások is kevéssé érintették, rétegeinek dőlésszöge 215–22° között változik. Szövete laza, morzsálódó, sőt sokszor omlós, a tömöttebb szövetű részek ritkák (sok helyen található a lajtamészkő ismertetésében, hogy kemény lenne, de ez nem igaz, a tipikus lajtamészkő laza szövetű). A tengeraljzat tagolt lehetett, a kőzetképződés kisebb-nagyobb egységekben eltérő körülményei miatt a lajtamészkő minősége, színe és szöveti megjelenése többféle. A kőzet lehet finomabb és durvább szemcseméretű, többé vagy kevésbé egyenletes szemcsézetű, laza, porózus, vagy kissé tömörebb.  A lajtamészkőben gyakoriak az agyagos, márgás, sőt homokköves és kavicsos beékelődések, ami a szárazföldről származó, ciklikusan – de nem periodikusan – erősödő és gyengülő mállási folyamatból kikerülő abráziós törmelékre utal. Ebből a slírkeletkezés folytonossága látható, csak a tenger sekélyebb lett, így alakulhatott ki a meszes kőzetanyag. A lajtamészkő homok- és kvarctartalma akár 10% is lehet.

## Bányászata
Változó minősége ellenére közkedvelt építőanyag, mert ősmaradvány-tartalma szép, rusztikus felület nyújt neki, ezenkívül viszonylag könnyű bányászni. A gumós, ősmaradványos és törmelékkel kevert részeket nagyobb kváderek kialakítására használták csak, mert ezeket nem lehet pontosan faragni. Fertőrákos és Szentmargitbánya kőbányáiban évszázadok óta bányásszák, már a római korban is. A 19. században újra kedveltté vált, Bécs és Budapest korabeli épületeinek jó része ebből épült, vagy lábazataikat ezzel díszítették. Fertőrákoson az 1948-ig művelt híres, látogatható, kiépített kőbányán – ahol a A kőszívű ember fiai című film egyik rendkívül látványos részletét is forgatták – kívül van egy másik kőfejtő is, amely a közelmúltban még működött.

## Galéria

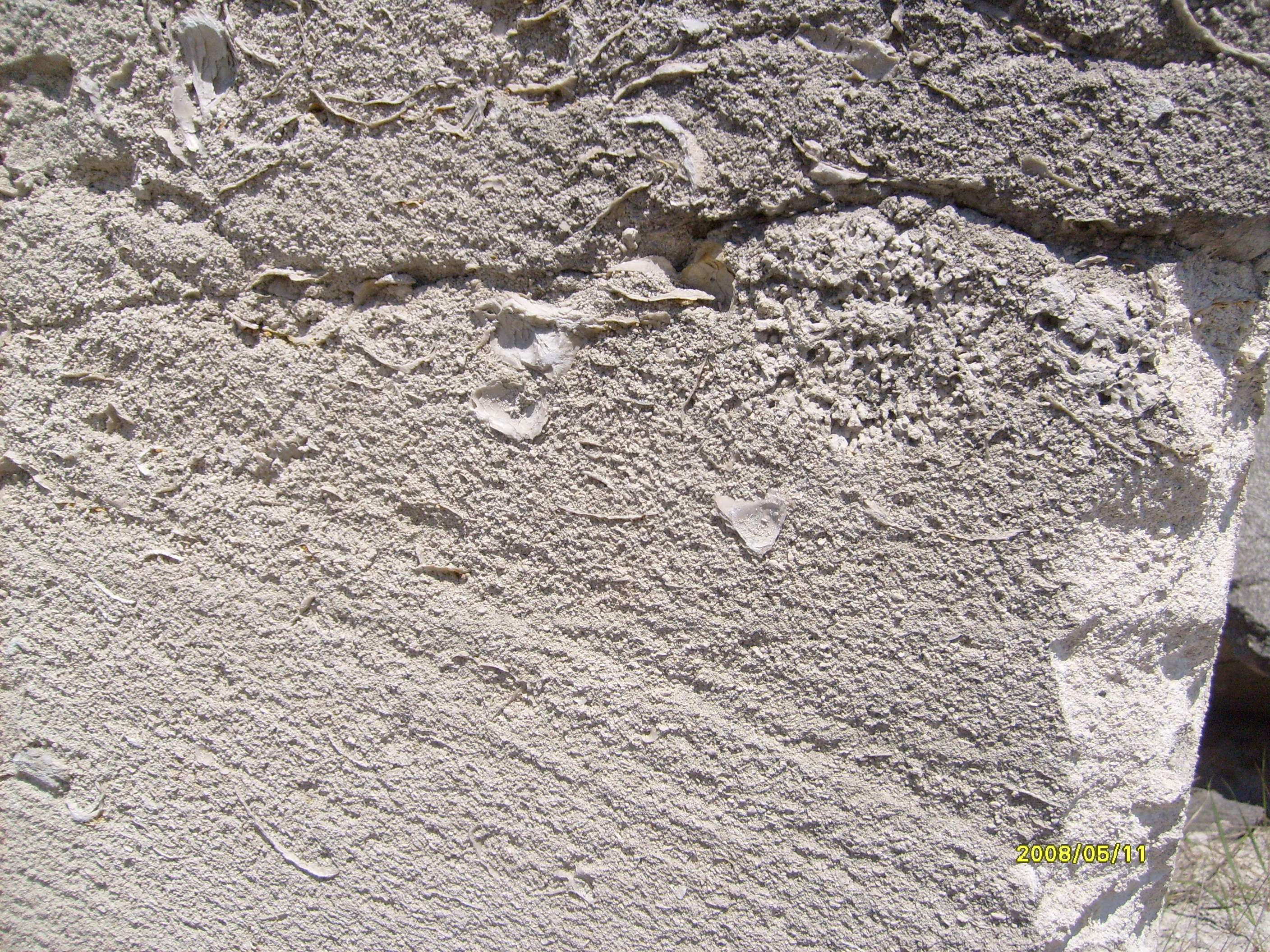
Lajtamészkő ostreahéjakkal és lithothamniumgumókkal
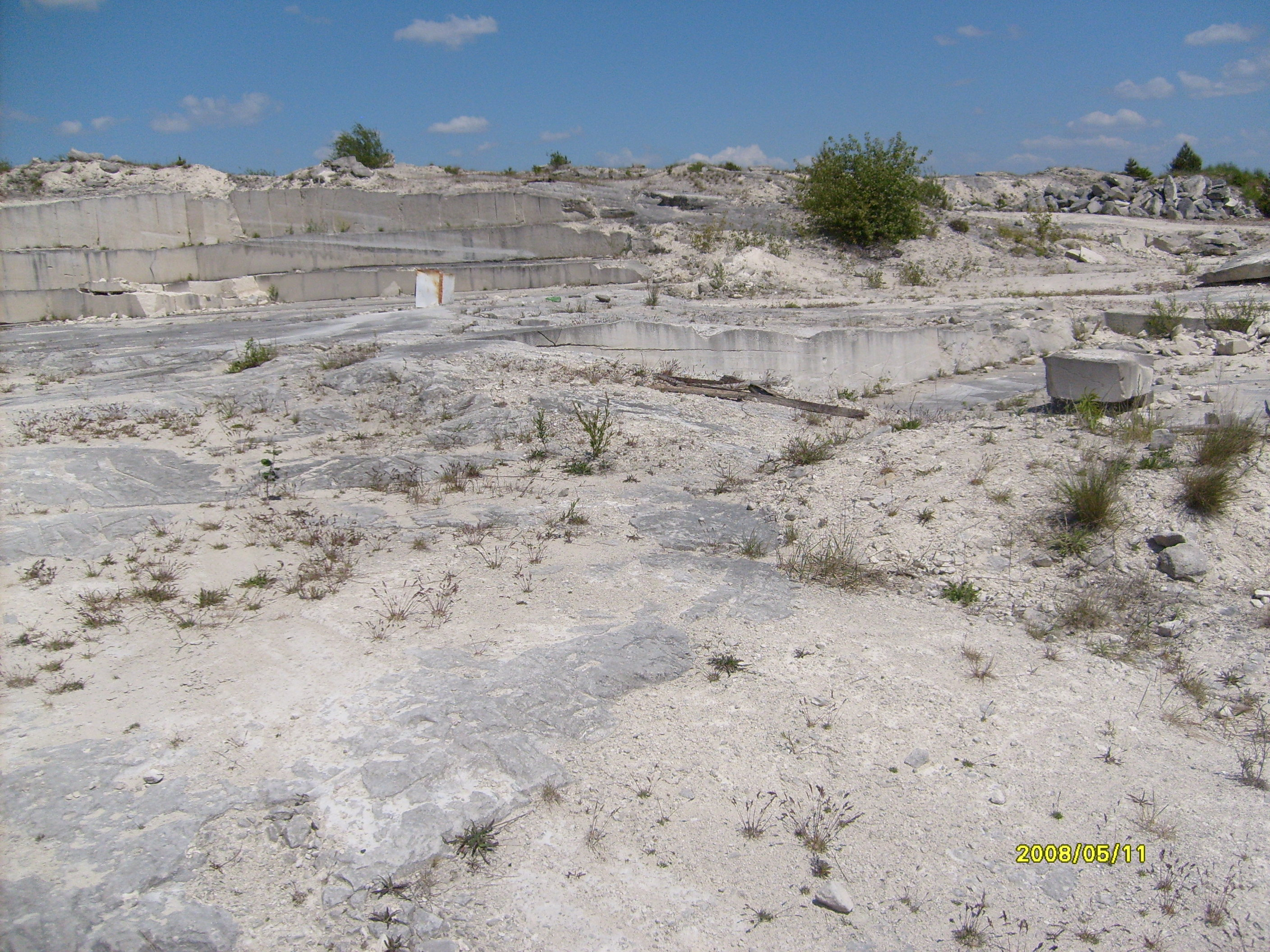
A felhagyott kőbánya, jól láthatók a talajon a különböző minőségű kőzetfoltok
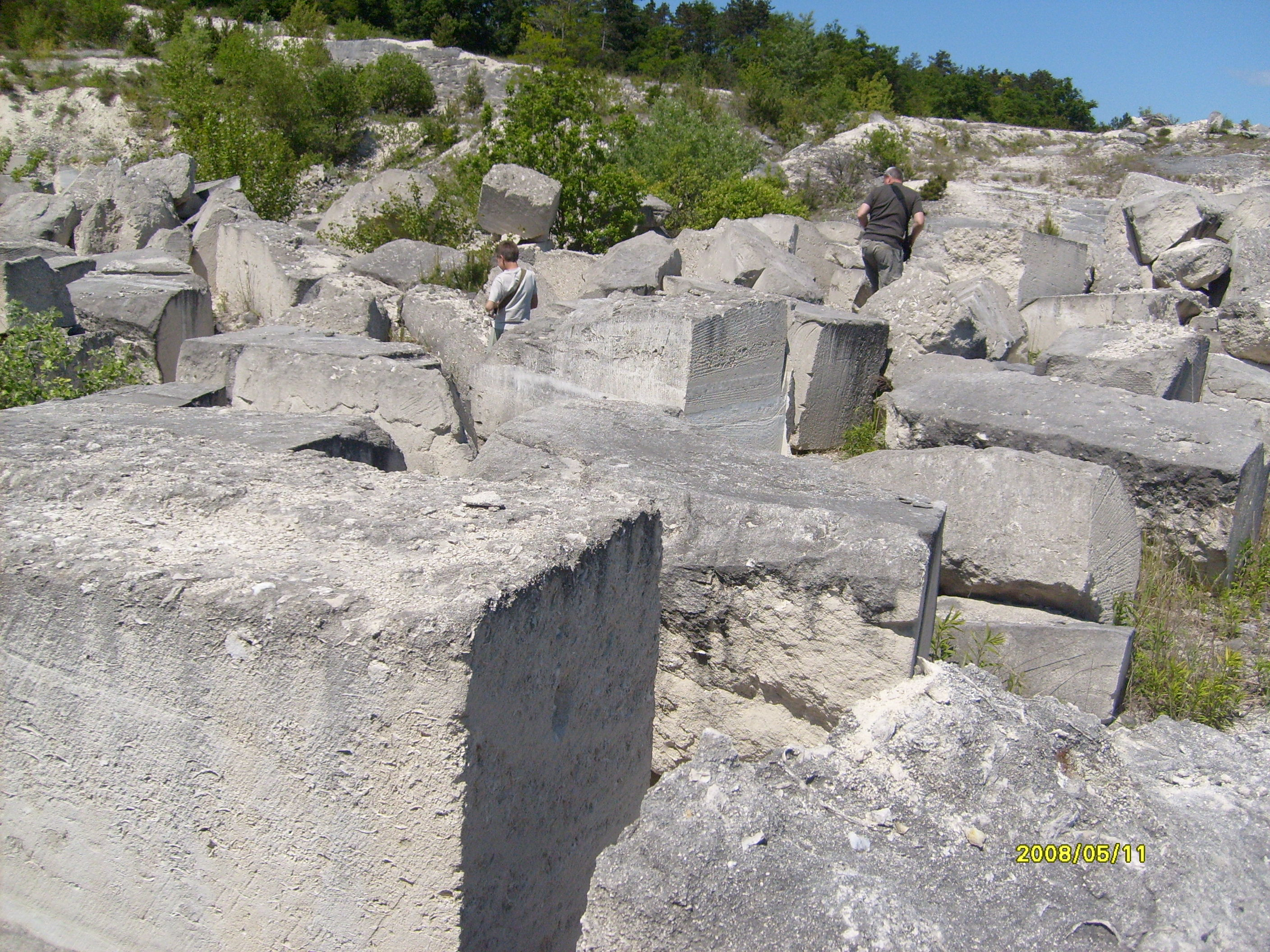
Félkész lajtamészkő kváderek Fertőrákoson
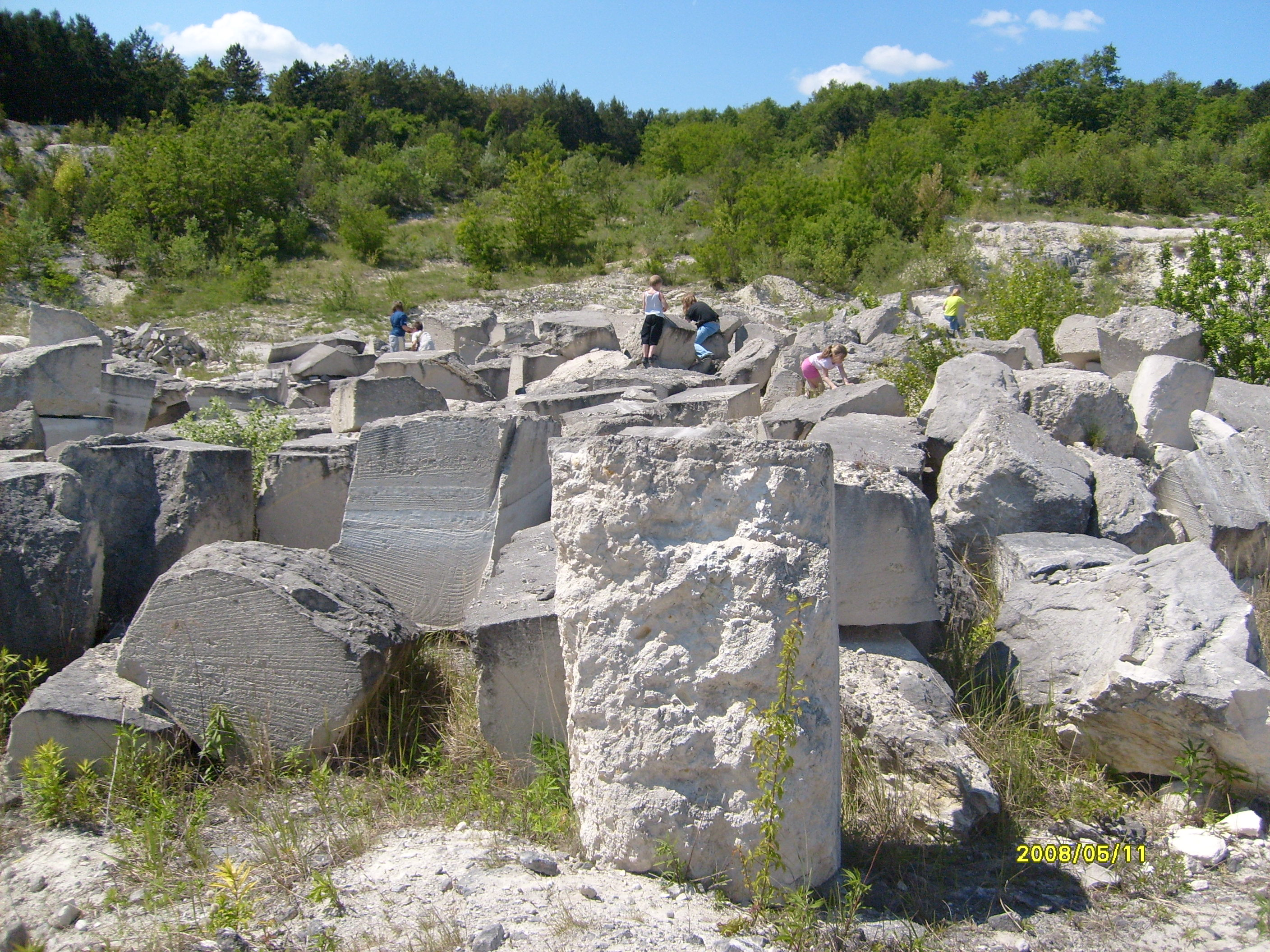
Ezeket már nem építik be sehová
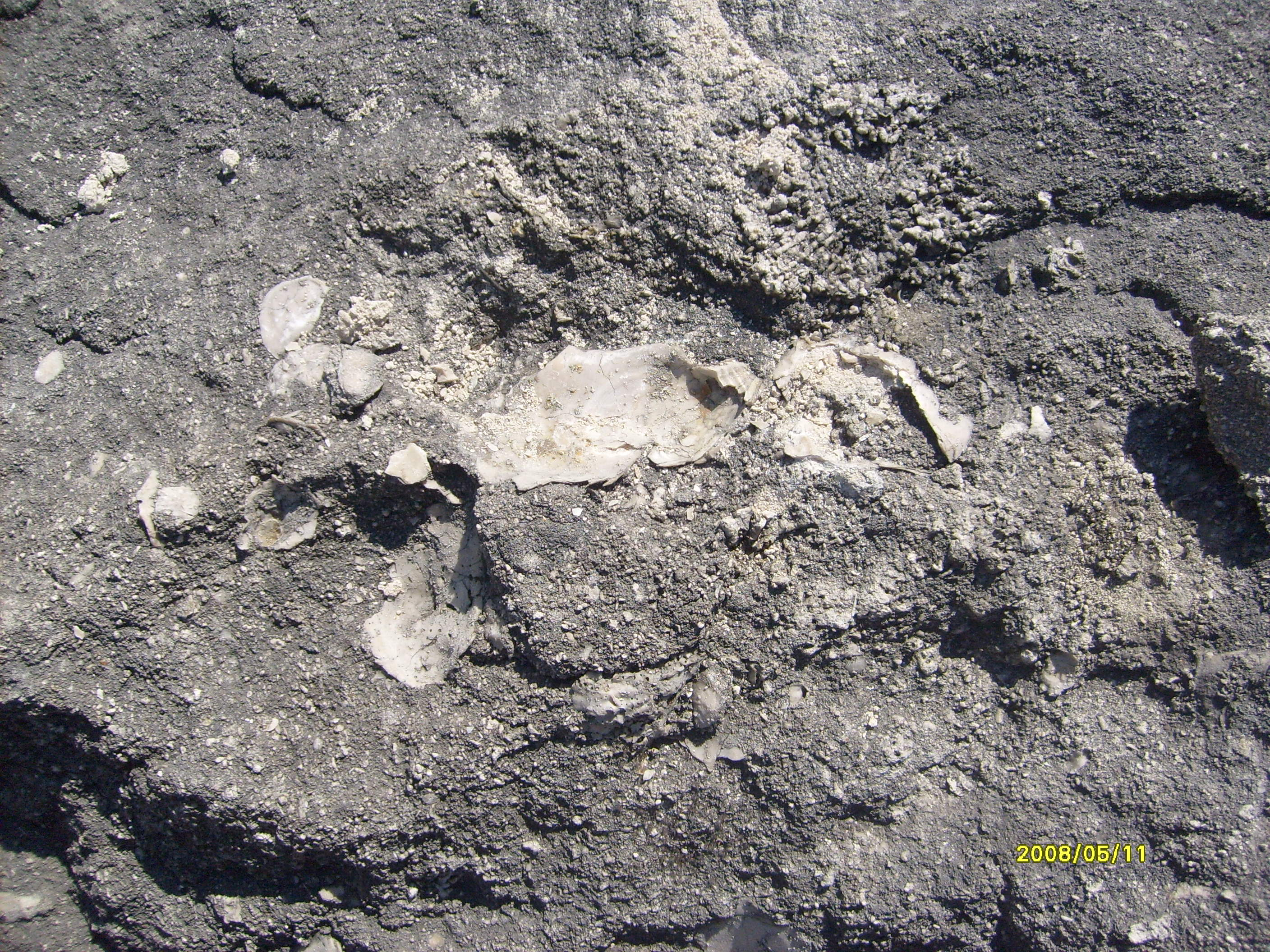
Lithothamniumgumó és ostreahéj
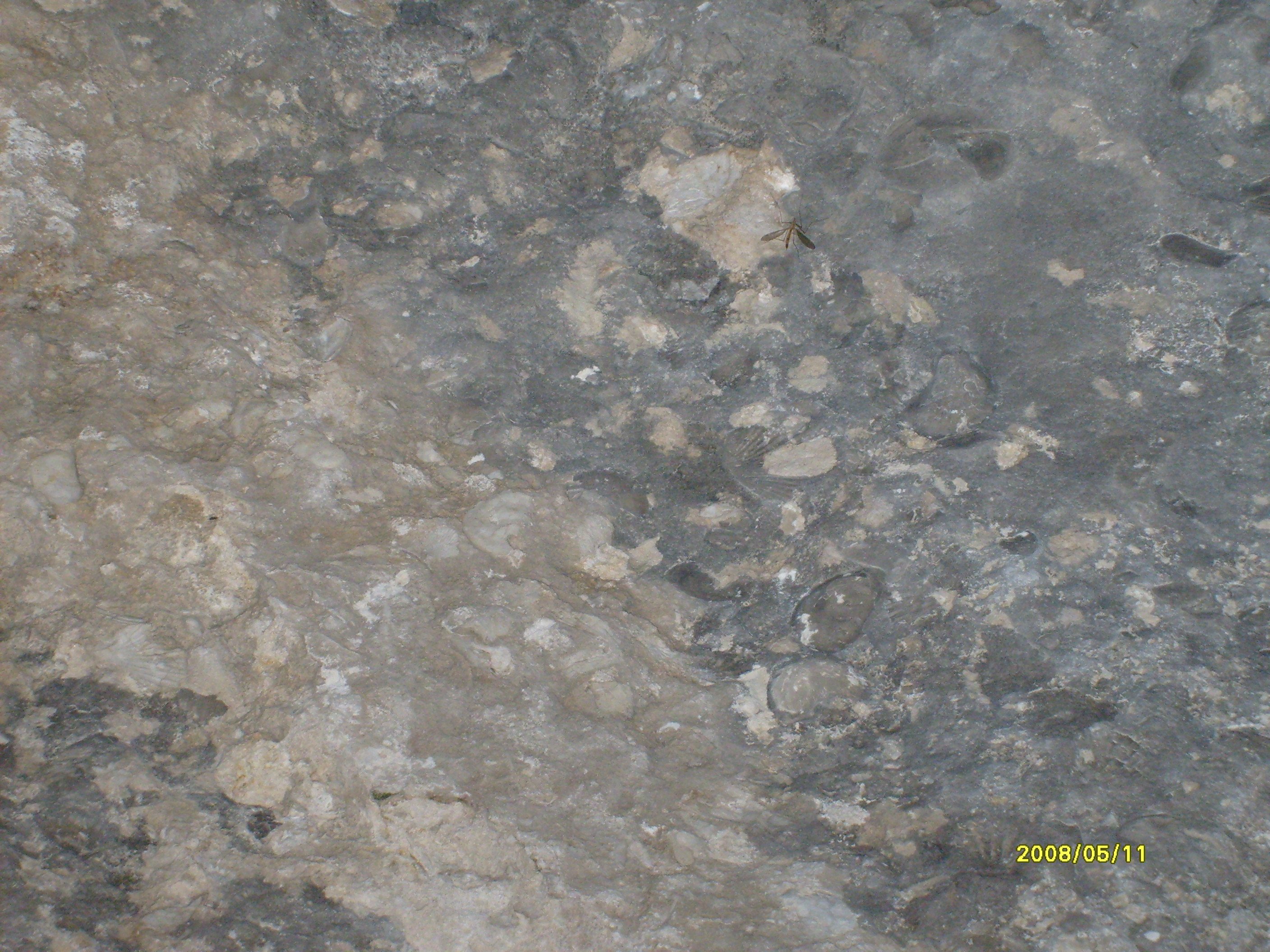
A kőfejtő üregének mennyezetében ostrea- és pectenhéjak a tömöttebb szövetű mészkőben
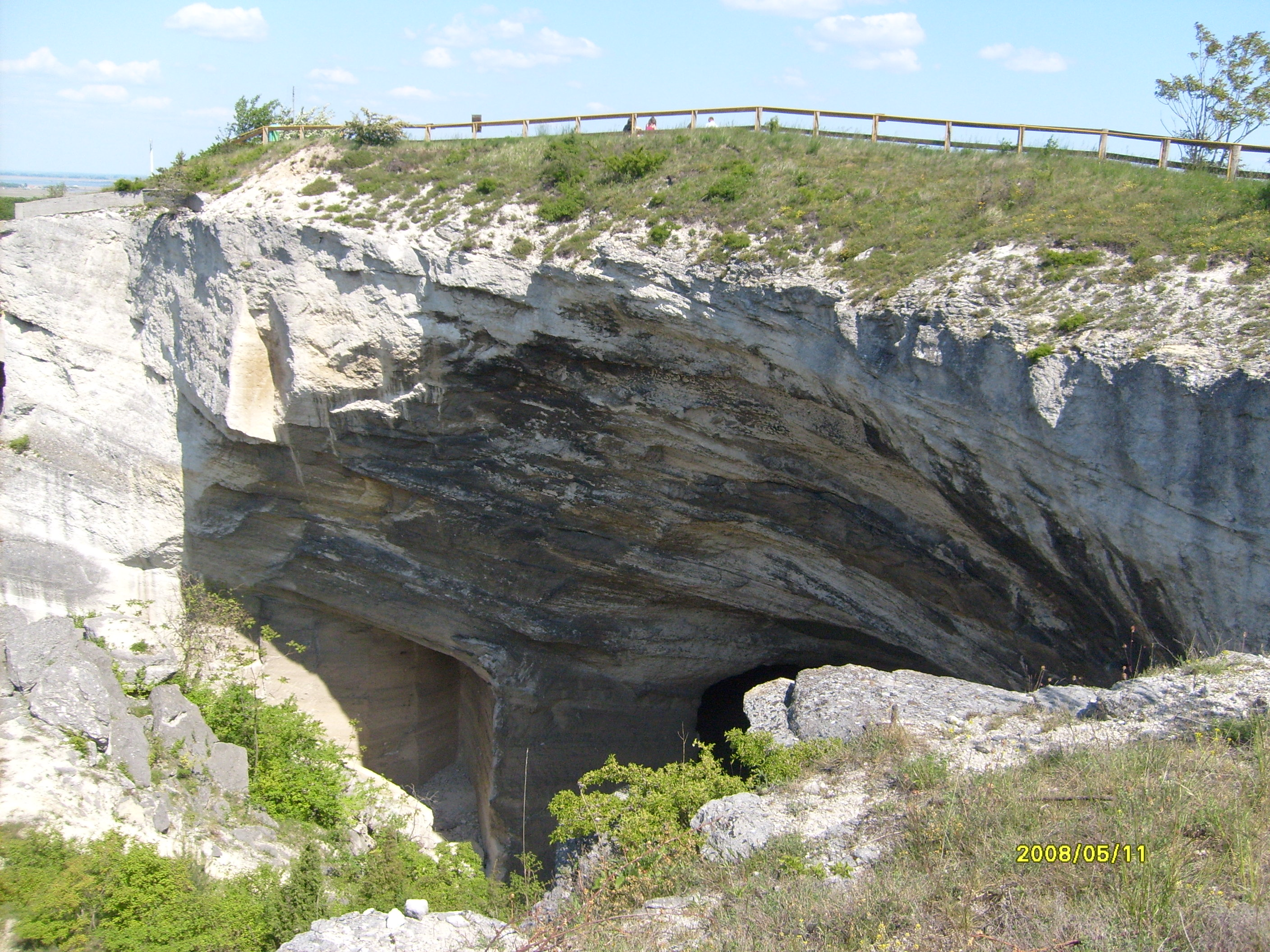
A kőfejtő ürege felülnézetből
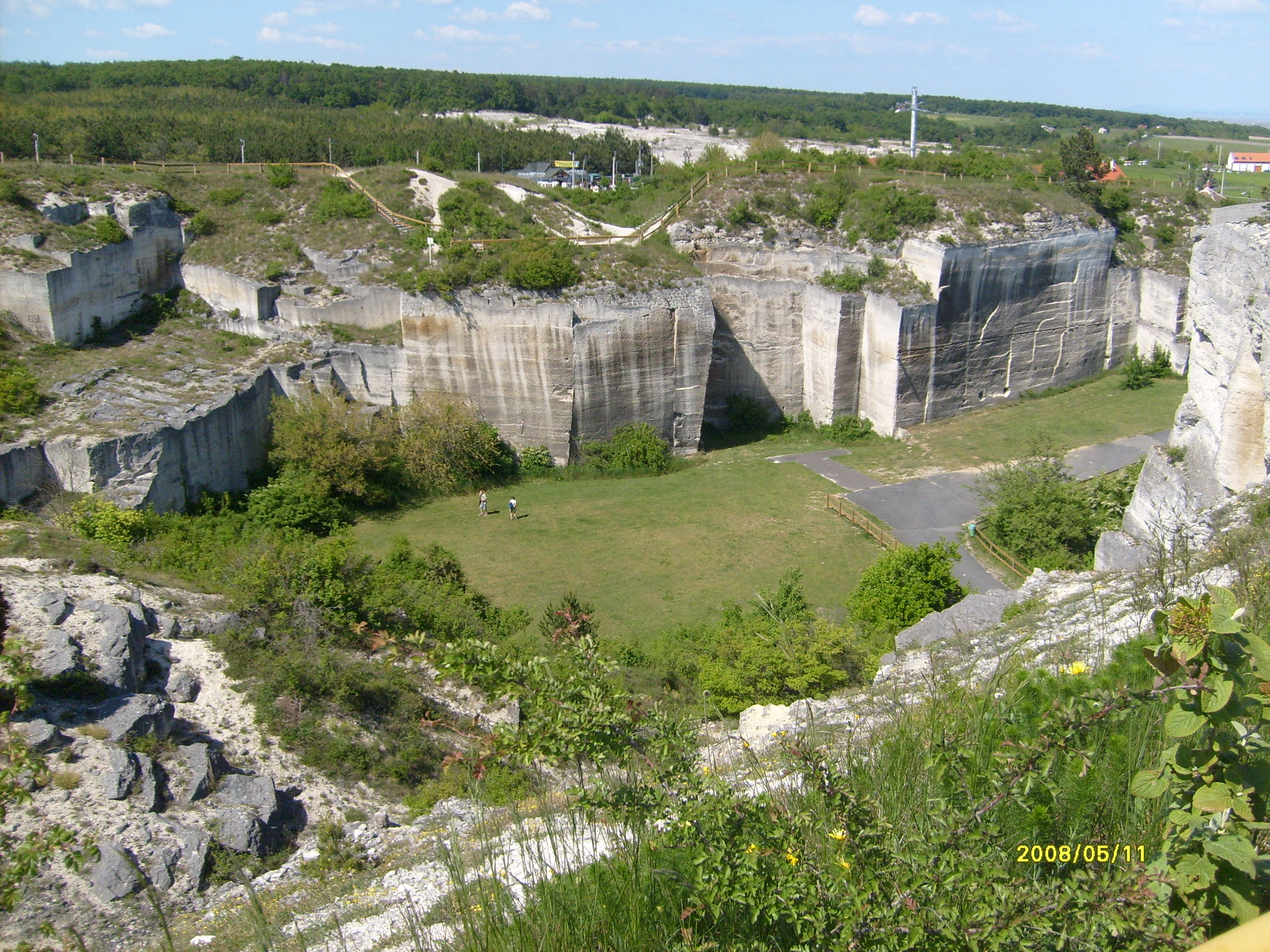
A kőfejtő felülnézetből
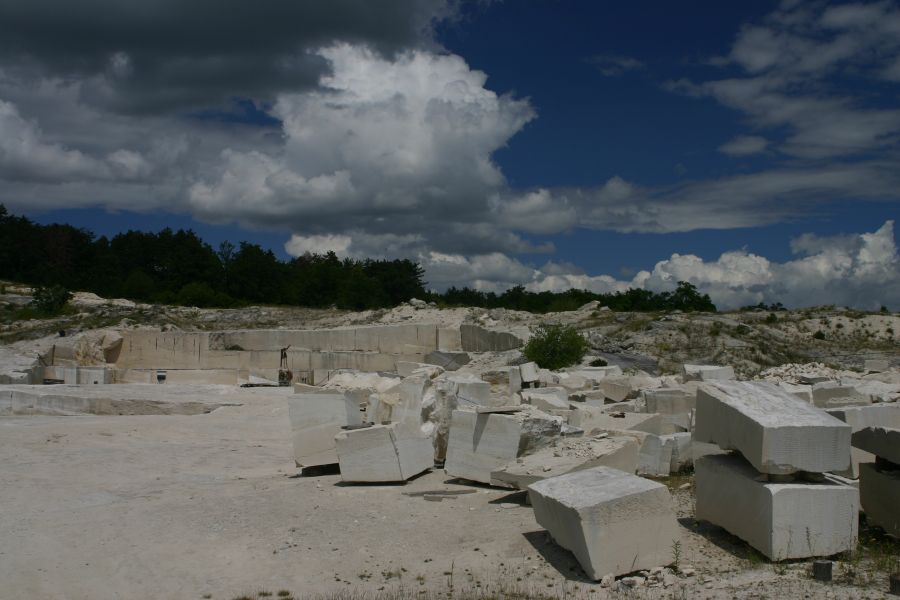
A felhagyott kőbánya egy részlete
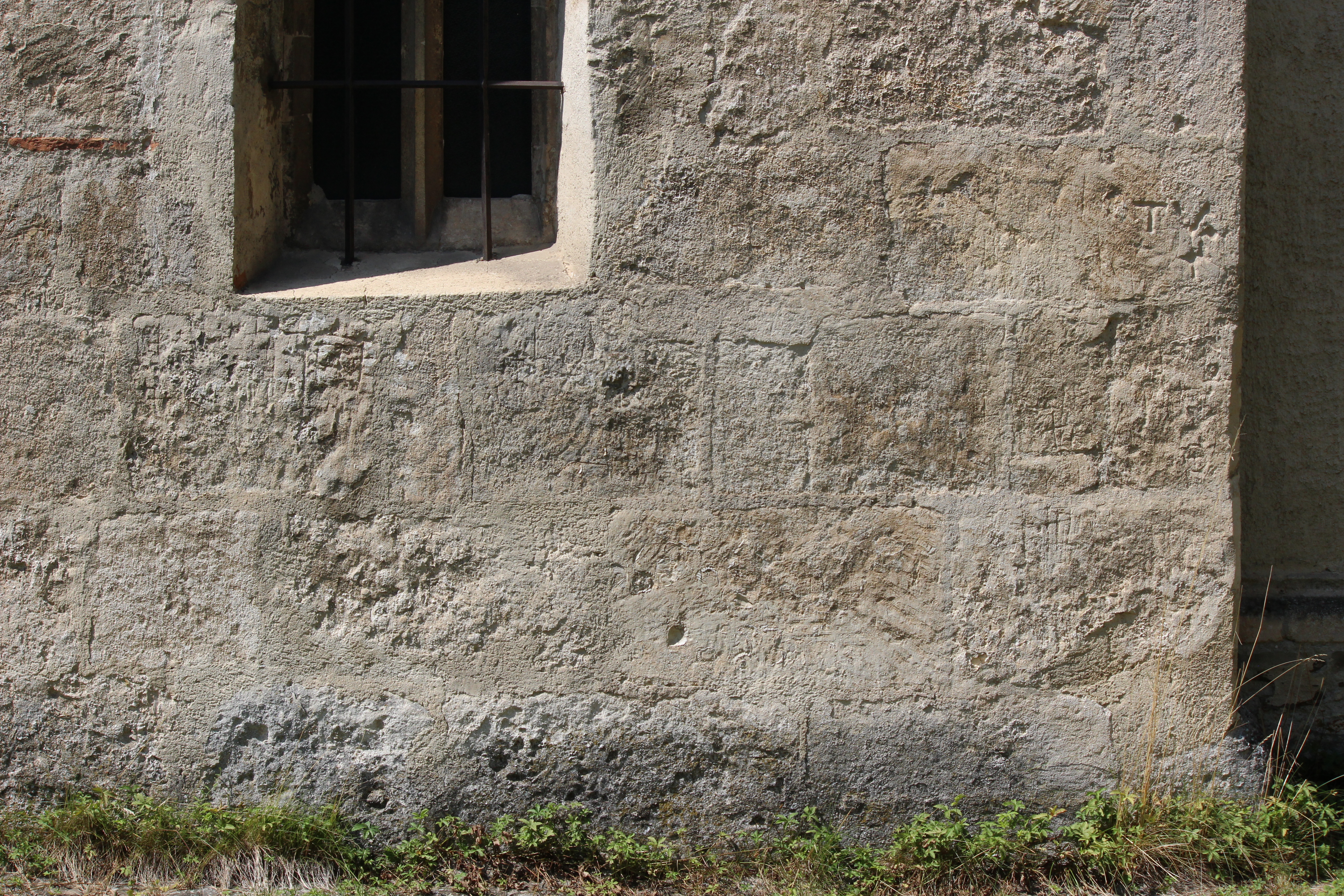
A sopronbánfalvi Mária Magdolna-templom is lajtamészkőből épült
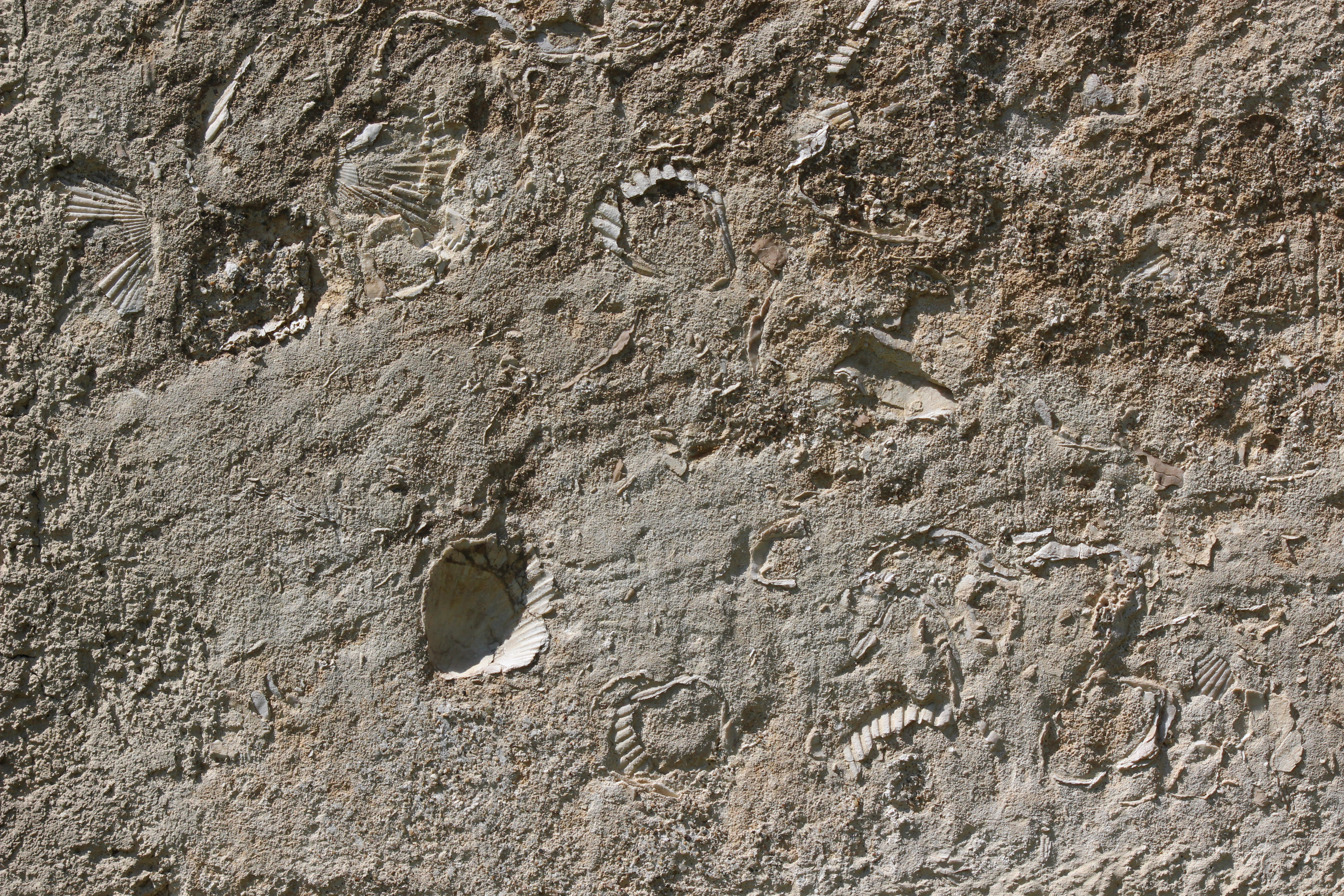
Kövületek a sopronbánfalvi Mária Magdolna-templom lajtamészkő falában